# Ulica Czerwona w Łodzi
Ulica Czerwona w Łodzi – licząca 305 metrów ulica, łącząca Piotrkowską z ulicą Wólczańską. Znajduje się na granicy dzielnic Górna i Śródmieście.

## Historia
W latach 1824–1828 na południe od Nowego Miasta (na terenach miejskich oraz rządowych) utworzono kolejną osadę przemysłową, przeznaczoną pod osiedlenie przede wszystkim tkaczy lnu i bawełny, którą nazwano Łódka. Osada położona była wzdłuż traktu piotrkowskiego i rzeki Jasień, a także obejmowała wieś rządową Wólka, Zarzew oraz Widzew. Podczas regulacji ulicy Piotrkowskiej na terenie nowej osady, wyznaczono przebieg siedmiu nowych przecznic oraz m.in. dochodzącą do niej ulicę, którą nazwano Czerwona. Nowa ulica została po raz pierwszy przedstawiona na planie sporządzonym przez geometrę Jana Leśniewskiego w 1825 roku.
Ulica stanowiła dojazd od traktu piotrkowskiego do farbiarni przędzy Traugotta Langego, przy ul. Wólczańskiej. Wśród stosowanych przez farbiarnię barwników dominowała „czerwień turecka”, stąd nazwa ulicy. W 1832 farbiarnię nabył Ludwik Geyer. Na przełomie wieków XIX/XX większość działek i domów przy ulicy należała do fabrykanckiej rodziny Geyerów, bądź do spółki akcyjnej „L. Geyer”. W roku 1928 wybudowano w jezdni ulicy tory tramwajowe, przesunięte ok. roku 1970 na miejsce wyburzonej północnej pierzei ulicy.
Nazwę ulicy zmieniono tylko raz – w czasie wojny – na Rotgarnstrasse (tj. ulica czerwonej przędzy).

## Numeracja i kody pocztowe
- Numery parzyste: 2-8
- Numery nieparzyste: 1-3
- Kody pocztowe: 93-005

## Ważniejsze obiekty
- nr 3 – Willa Ryszarda Geyera; budynek i ogród zajmuje łódzka Izba Lekarska, dawniej przedszkole nr 82
- nr 6 – Dom Studentek im. Św. Urszuli Ledóchowskiej. W 1923 roku siostry urszulanki otrzymały bezpłatne mieszkanie przy ul. Czerwonej 6, w kamienicy należącej do właściciela fabryki, Ludwika Geyera. Utworzony tam dom zakonny był w latach 1928–1938 domem centralnym i siedzibą przełożonej centrum łódzkiego, s. Anieli Łozińskiej[4].
- nr 8 – Gimnazjum Społeczne nr 1 im. Ewarysta Estkowskiego i Społeczna Szkoła Podstawowa nr 1, Społecznego Towarzystwa Oświatowego im. Ewarysta Estkowskiego